# Unto Wiitala
Unto Mauri Wiitala (* 5. Juli 1925 in Kuolemajärvi; † 16. Januar 2019) war ein finnischer Eishockeytorwart und -schiedsrichter, der von 1948 bis 1957 unter anderem für Karhu-Kissat Helsinki in der SM-sarja aktiv war.

## Karriere
Unto Wiitala war in seiner aktiven Zeit von 1948 bis 1957 für Karhu-Kissat Helsinki in der SM-sarja aktiv. Aufgrund seiner Leistungen wurde er drei Mal mit der Lasse-Oksanen-Trophäe als Spieler des Jahres sowie drei Mal als SM-sarja-Torwart des Jahres ausgezeichnet. 
Nach seiner aktiven Karriere arbeitete Wiitala auf nationaler wie internationaler Ebene als Schiedsrichter, wofür er vier Mal in Folge von 1972 bis 1975 die nach ihm benannte Unto-Wiitala-Trophäe als bester Schiedsrichter der SM-sarja erhielt. Aufgrund seiner Verdienste für das Eishockey wurde Wiitala zunächst 1985 als Spieler in die Finnische Hockey Hall of Fame und schließlich 2003 als Schiedsrichter in die IIHF Hall of Fame aufgenommen.

### International
Für Finnland nahm Wiitala an den Weltmeisterschaften 1949, 1954, 1955 und 1957 teil. Des Weiteren stand er im Aufgebot Finnlands bei den Olympischen Winterspielen 1952 in Oslo.

## Erfolge und Auszeichnungen
| - 1949 Lasse-Oksanen-Trophäe - 1950 Lynces Academici Goalie Award - 1954 Lynces Academici Goalie Award - 1954 Lasse-Oksanen-Trophäe - 1955 Lynces Academici Goalie Award - 1956 Lasse-Oksanen-Trophäe - 1962 Lynces Academici Referee Award | - 1972 Unto-Wiitala-Trophäe - 1972 Lynces Academici Referee Award - 1973 Unto-Wiitala-Trophäe - 1974 Unto-Wiitala-Trophäe - 1974 Lynces Academici Referee Award - 1975 Unto-Wiitala-Trophäe - 1975 Lynces Academici Referee Award |